# Shopping La Plage
O Shopping La Plage é considerado um dos principais centros de compras da cidade balneária de Guarujá, no estado de São Paulo. Localizado na praia das Pitangueiras, o shopping ocupa o local do antigo hotel e cassino Grand Hôtel de La Plage, demolido na década de 1960 e o local onde Santos Dumont cometeu suicídio no dia 23 de julho de 1932. Além do La Plage, a cidade conta ainda seis outros shopping centers: o Enseada, Guarujá Center, Cris, Rilocenter, Boulervard e Pier 27.